# Xenophyllum dactylophyllum
Xenophyllum dactylophyllum là một loài thực vật có hoa trong họ Cúc. Loài này được (Sch.Bip.) V.A.Funk miêu tả khoa học đầu tiên năm 1997.